# Mustapha Yatabaré
Mustapha Yatabaré (Beauvais, 26 gennaio 1986) è un ex calciatore francese naturalizzato maliano, di ruolo attaccante.

## Biografia
È fratello di Sambou Yatabaré.

## Palmarès

### Club

#### Competizioni nazionali
- Coppa di Francia: 1

Guingamp: 2013-2014
- Coppa di Turchia: 1

Sivasspor: 2021-2022

### Individuale
- Capocannoniere della Ligue 2: 1

2012-2013 (23 reti)